# Championnats d'Europe de natation 1981
Navigation
Jönköping 1977 Rome 1983
La 15e édition des Championnats d'Europe de natation se déroule du 5 au 12 septembre 1981 à Split en Yougoslavie (aujourd'hui Croatie). Le pays accueille pour la première fois de son histoire cet événement organisé par la Ligue européenne de natation. Quatre disciplines de la natation — natation sportive, natation synchronisée, plongeon et water-polo — figurent au programme, composé de 37 épreuves.

## Tableau des médailles
| Rang  | Nation               | Or | Argent | Bronze | Total |
| ----- | -------------------- | -- | ------ | ------ | ----- |
| 1     | Allemagne de l'Est   | 15 | 11     | 3      | 29    |
| 2     | Union soviétique     | 13 | 11     | 8      | 32    |
| 3     | Royaume-Uni          | 3  | 2      | 3      | 8     |
| 4     | Allemagne de l'Ouest | 2  | 2      | 4      | 8     |
| 5     | Hongrie              | 2  | 0      | 1      | 3     |
| 6     | Suède                | 1  | 4      | 2      | 7     |
| 7     | Yougoslavie          | 1  | 1      | 1      | 3     |
| 8     | Pays-Bas             | 0  | 3      | 4      | 7     |
| 9     | Pologne              | 0  | 1      | 3      | 4     |
| 10    | Autriche             | 0  | 1      | 2      | 3     |
| 11    | Italie               | 0  | 1      | 1      | 2     |
| 12    | Suisse               | 0  | 0      | 1      | 1     |
| 12    | Roumanie             | 0  | 0      | 1      | 1     |
| 12    | France               | 0  | 0      | 1      | 1     |
| 12    | Espagne              | 0  | 0      | 1      | 1     |
| 12    | Tchécoslovaquie      | 0  | 0      | 1      | 1     |
| Total | Total                | 37 | 37     | 37     | 111   |

## Natation

### Tableau des médailles en natation
| Rang  | Nation               | Or | Argent | Bronze | Total |
| ----- | -------------------- | -- | ------ | ------ | ----- |
| 1     | Allemagne de l'Est   | 14 | 10     | 1      | 25    |
| 2     | Union soviétique     | 10 | 7      | 7      | 24    |
| 3     | Hongrie              | 2  | 0      | 0      | 2     |
| 4     | Suède                | 1  | 4      | 2      | 7     |
| 5     | Allemagne de l'Ouest | 1  | 2      | 4      | 7     |
| 6     | Yougoslavie          | 1  | 1      | 1      | 3     |
| 7     | Royaume-Uni          | 0  | 2      | 3      | 5     |
| 8     | Pays-Bas             | 0  | 1      | 3      | 4     |
| 8     | Pologne              | 0  | 1      | 3      | 4     |
| 10    | Italie               | 0  | 1      | 1      | 2     |
| 11    | Tchécoslovaquie      | 0  | 0      | 1      | 1     |
| 11    | Roumanie             | 0  | 0      | 1      | 1     |
| 11    | Espagne              | 0  | 0      | 1      | 1     |
| 11    | France               | 0  | 0      | 1      | 1     |
| Total | Total                | 29 | 29     | 29     | 87    |

### Hommes
| Épreuve           | Or                                                                                     | Argent                                                                           | Bronze                                                                         |
| Nage libre        |                                                                                        |                                                                                  |                                                                                |
| 100 m libre       | Per Johansson (SWE)                                                                    | Jörg Woithe (GDR)                                                                | Sergey Krasyuk (URS)                                                           |
| 200 m libre       | Sergey Koplyakov (URS)                                                                 | Michael Söderlund (SWE)                                                          | Thomas Lejdström (SWE)                                                         |
| 400 m libre       | Borut Petrič (YUG)                                                                     | Vladimir Salnikov (URS)                                                          | Darjan Petrič (YUG)                                                            |
| 1 500 m libre     | Vladimir Salnikov (URS)                                                                | Borut Petrič (YUG)                                                               | Rafael Escalas (ESP)                                                           |
| Dos               |                                                                                        |                                                                                  |                                                                                |
| 100 m dos         | Sándor Wladár (HUN)                                                                    | Vladimir Shemetov (URS)                                                          | Viktor Kuznetsov (URS)                                                         |
| 200 m dos         | Sándor Wladár (HUN)                                                                    | Vladimir Shemetov (URS)                                                          | Frédéric Delcourt (FRA)                                                        |
| Brasse            |                                                                                        |                                                                                  |                                                                                |
| 100 m brasse      | Yuriy Kis (URS)                                                                        | Arsen Miskarov (URS)                                                             | Gerald Mörken (FRG)                                                            |
| 200 m brasse      | Robertas Žulpa (URS)                                                                   | Arsen Miskarov (URS)                                                             | Adrian Moorhouse (GBR)                                                         |
| Papillon          |                                                                                        |                                                                                  |                                                                                |
| 100 m papillon    | Aleksey Markovskiy (URS)                                                               | Pär Arvidsson (SWE)                                                              | Vadim Dombrovskiy (URS)                                                        |
| 200 m papillon    | Michael Gross (FRG)                                                                    | Phil Hubble (GBR)                                                                | Sergey Fesenko (URS)                                                           |
| Quatre Nages      |                                                                                        |                                                                                  |                                                                                |
| 200 m 4 nages     | Aleksandr Sidorenko (URS)                                                              | Giovanni Franceschi (ITA)                                                        | Josef Hladký (TCH)                                                             |
| 400 m 4 nages     | Sergey Fesenko (URS)                                                                   | Leszek Górski (POL)                                                              | Giovanni Franceschi (ITA)                                                      |
| Relais            |                                                                                        |                                                                                  |                                                                                |
| 4 × 100 m libre   | Union soviétique Vladimir Shemetov Vladimir Salnikov Aleksandr Chayev Sergey Koplyakov | Suède Per Holmertz Per Wikström Lasse Lindqvist Per Johansson                    | Allemagne de l'Ouest Peter Knust Wilfried Kuhlem Michael Gross Andreas Schmidt |
| 4 × 200 m libre   | Union soviétique Vladimir Shemetov Vladimir Salnikov Aleksandr Chayev Sergey Koplyakov | Allemagne de l'Ouest Michael Gross Gerald Schlupp Andreas Schmidt Frank Wennmann | Suède Michael Söderlund Per Wikström Per-Alvar Magnusson Thomas Lejdström      |
| 4 × 100 m 4 nages | Union soviétique Viktor Kuznetsov Yuriy Kis Aleksey Markovski Sergey Krachuk           | Suède Bengt Baron Glen Christiansen Pär Arvidsson Per Johansson                  | Allemagne de l'Est Dirk Richter Sigurd Hanke Olaf Ziesche Jörg Woithe          |

### Femmes
| Épreuve           | Or                                                                        | Argent                                                                               | Bronze                                                                        |
| Nage libre        |                                                                           |                                                                                      |                                                                               |
| 100 m libre       | Caren Metschuck (GDR)                                                     | Birgit Meineke (GDR)                                                                 | Conny van Bentum (NED)                                                        |
| 200 m libre       | Carmela Schmidt (GDR)                                                     | Birgit Meineke (GDR)                                                                 | Conny van Bentum (NED)                                                        |
| 400 m libre       | Ines Diers (GDR)                                                          | Carmela Schmidt (GDR)                                                                | Jackie Wilmott (GBR)                                                          |
| 800 m libre       | Carmela Schmidt (GDR)                                                     | Ines Diers (GDR)                                                                     | Jackie Wilmott (GBR)                                                          |
| Dos               |                                                                           |                                                                                      |                                                                               |
| 100 m dos         | Ina Kleber (GDR)                                                          | Cornelia Polit (GDR)                                                                 | Carmen Bunaciu (ROU)                                                          |
| 200 m dos         | Cornelia Polit (GDR)                                                      | Jolanda de Rover (NED)                                                               | Larisa Gorchakova (URS)                                                       |
| Brasse            |                                                                           |                                                                                      |                                                                               |
| 100 m brasse      | Ute Geweniger (GDR)                                                       | Suki Brownsdon (GBR)                                                                 | Larisa Belokon (URS)                                                          |
| 200 m brasse      | Ute Geweniger (GDR)                                                       | Larisa Belokon (URS)                                                                 | Grazyna Dziedzic (POL)                                                        |
| Papillon          |                                                                           |                                                                                      |                                                                               |
| 100 m papillon    | Ute Geweniger (GDR)                                                       | Ines Geißler (GDR)                                                                   | Karin Seick (FRG)                                                             |
| 200 m papillon    | Ines Geißler (GDR)                                                        | Heike Dähne (GDR)                                                                    | Agnieszka Czopek (POL)                                                        |
| Quatre Nages      |                                                                           |                                                                                      |                                                                               |
| 200 m 4 nages     | Ute Geweniger (GDR)                                                       | Petra Schneider (GDR)                                                                | Olga Klevakina (URS)                                                          |
| 400 m 4 nages     | Petra Schneider (GDR)                                                     | Ute Geweniger (GDR)                                                                  | Agnieszka Czopek (POL)                                                        |
| Relais            |                                                                           |                                                                                      |                                                                               |
| 4 × 100 m libre   | Allemagne de l'Est Birgit Meineke Caren Metschuck Ines Diers Susanne Link | Allemagne de l'Ouest Marion Aizpors Karin Seick Ute Neubert Susanne Schuster         | Pays-Bas Annemarie Verstappen Monique Drost Wilma van Velsen Conny van Bentum |
| 4 × 100 m 4 nages | Allemagne de l'Est Ina Kleber Ute Geweniger Ines Geißler Caren Metschuck  | Union soviétique Larisa Gorchakova Larisa Byelokon Natalya Pokas Natalya Strunnikova | Allemagne de l'Ouest Ute Neubert Andrea Schonborn Karin Seick Marion Aizpors  |

## Natation synchronisée
| Épreuve | Médaille d'or                                | Médaille d'argent                          | Médaille de bronze                              |
| Solo    | Carolyn Wilson (GBR)                         | Alexandra Worisch (AUT)                    | Marijke Engelen (NED)                           |
| Duo     | Caroline Holmyard (GBR) Carolyn Wilson (GBR) | Catrien Eijken (NED) Marijke Engelen (NED) | Eva-Maria Edinger (AUT) Alexandra Worisch (AUT) |
| Équipe  | Royaume-Uni                                  | Pays-Bas                                   | Suisse                                          |

## Plongeon
| Épreuve         | Médaille d'or             | Médaille d'argent       | Médaille de bronze    |
| Hommes          |                           |                         |                       |
| Tremplin de 3 m | Aleksandr Portnov (URS)   | Sergei Kuzmin (URS)     | Niki Stajkovic (AUT)  |
| Haut vol à 10 m | David Ambartsumyan (URS)  | Vladimir Aleynik (URS)  | Dieter Waskow (GDR)   |
| Femmes          |                           |                         |                       |
| Tremplin de 3 m | Zhanna Zhirulnikova (URS) | Martina Jäschke (GDR)   | Irina Kalinina (URS)  |
| Haut vol à 10 m | Katrin Zipperling (GDR)   | Tatyana Belyakova (URS) | Martina Jäschke (GDR) |

## Water polo
| Épreuve | Médaille d'or        | Médaille d'argent | Médaille de bronze |
| Hommes  | Allemagne de l'Ouest | URSS              | Hongrie            |